# 2010~2011년 퀸즐랜드 홍수

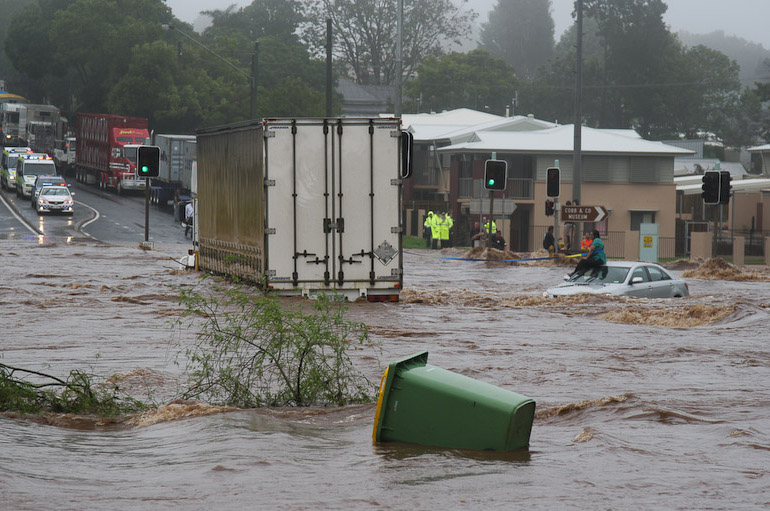
투움바 지역의 홍수

2010-2011 퀸즐랜드 홍수는 오스트레일리아 퀸즐랜드주에서 일어난 홍수 사건을 말한다 2010년 12월부터 홍수가 났으며, 현재까지고 계속 피해를 입히고 있다. 가장 피해가 심한 지역은 터움바 지역이다. 20여명이 사망하고 총 14조 원의 경제 손실이 난 것으로 추정하고 있으며, 악어, 뱀 등이 출몰하고 있어 심각한 상태이다. 이 홍수를 대륙의 쓰나미(Inland Tsunami)라고도 불리기도 한다.